# Le Meix-Saint-Epoing
Le Meix-Saint-Epoing ist eine französische Gemeinde mit 295 Einwohnern (Stand 1. Januar 2022) im Département Marne in der Region Grand Est (vor 2016 Champagne-Ardenne). Sie gehört zum Arrondissement Épernay und zum Kanton Sézanne-Brie et Champagne.

## Geografie
Le Meix-Saint-Epoing liegt etwa 95 Kilometer östlich des Pariser Stadtzentrums. Umgeben wird Le Meix-Saint-Epoing von den Nachbargemeinden Mœurs-Verdey im Norden, Vindey im Osten, Saudoy im Osten und Südosten, Barbonne-Fayel im Süden und Südosten, La Forestière im Süden und Südwesten, Châtillon-sur-Morin im Westen sowie Esternay im Nordwesten.

## Bevölkerungsentwicklung
| Jahr                       | 1962 | 1968 | 1975 | 1982 | 1990 | 1999 | 2006 | 2011 | 2018 |
| -------------------------- | ---- | ---- | ---- | ---- | ---- | ---- | ---- | ---- | ---- |
| Einwohner                  | 250  | 208  | 213  | 193  | 217  | 222  | 242  | 255  | 291  |
| Quellen: Cassini und INSEE |      |      |      |      |      |      |      |      |      |

## Sehenswürdigkeiten

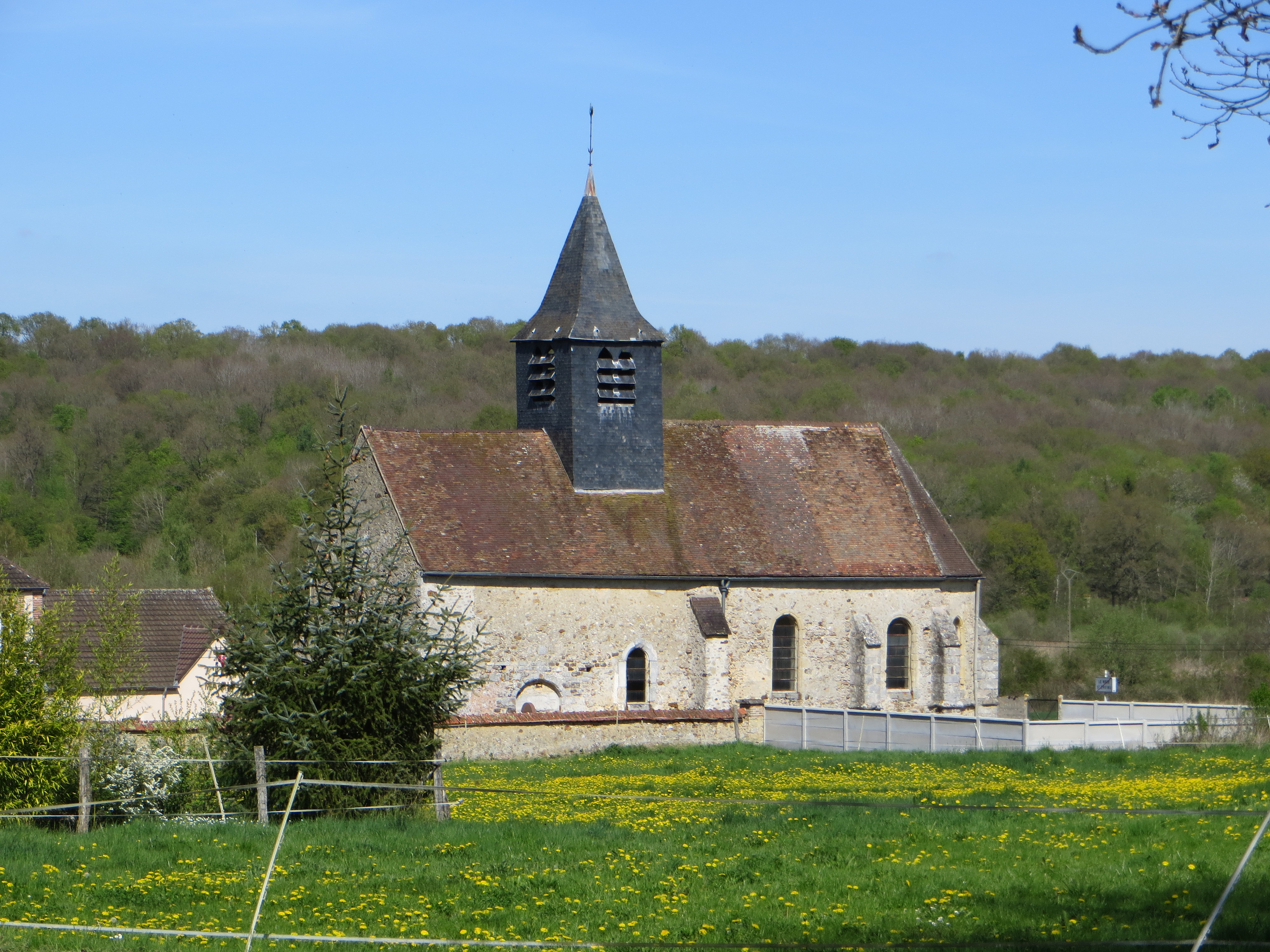
Kirche Saint-Espain

- Kirche Saint-Espain
- Brunnen Sainte-Radegonde